# Судзукі Арі
Арі Судзукі (яп. 鈴木亜里; нар. 24 лютого 1978) — японська борчиня вільного стилю, дворазова чемпіонка Азії.

## Життєпис
Боротьбою почала займатися з 1994 року. У 1998 році стала бронзовою призеркою чемпіонату світу серед юніорів.
Виступала за борцівський клуб Університету Ніхон з Токіо. Тренер — Хідеакі Томіяма.

## Спортивні результати на міжнародних змаганнях

### Виступи на Чемпіонатах світу
| Змагання                        | Збірна | Вагова категорія          | Місце |
| ------------------------------- | ------ | ------------------------- | ----- |
| Чемпіонат світу з боротьби 1998 | Японія | жіноча боротьба, до 62 кг | 7     |

### Виступи на Чемпіонатах Азії
| Змагання                       | Збірна | Вагова категорія          | Місце  |
| ------------------------------ | ------ | ------------------------- | ------ |
| Чемпіонат Азії з боротьби 1997 | Японія | жіноча боротьба, до 62 кг | Золото |
| Чемпіонат Азії з боротьби 1999 | Японія | жіноча боротьба, до 62 кг | Золото |

### Виступи на змаганнях молодших вікових груп
| Змагання                                      | Збірна | Вагова категорія          | Місце  |
| --------------------------------------------- | ------ | ------------------------- | ------ |
| Чемпіонат світу з боротьби серед юніорів 1998 | Японія | жіноча боротьба, до 64 кг | Бронза |